# Россохи (Холмогорский район)
Россохи — деревня в Холмогорском районе Архангельской области.

## География
Находится в центральной части Архангельской области на расстоянии приблизительно 19 км на юг-юго-восток по прямой от села Емецк на левобережье реки Северная Двина.

## История
Деревня входит в группу деревень Ныкола. В 1859 году здесь (тогда деревня Холмогорского уезда Архангельской губернии) было учтено 7 дворов. В советское время работали колхозы «Маяк» и «Красный Север», совхоз «Емецкий». До 2015 года входила в Зачачьевское сельское поселение, с 2015 по 2022 в Емецкое сельское поселение до его упразднения.

## Население
Численность населения: 52 человека (1859 год), 7 (русские 86 %) в 2002 году, 7 в 2010.